# Bitwa nad Horseshoe Bend
Bitwa nad Horseshoe Bend – starcie zbrojne, które miało miejsce 27 marca 1814 w trakcie wojny z Krikami. Technicznie można ją także uznać za epizod wojny brytyjsko-amerykańskiej 1812 roku.
W marcu 1814 generał Andrew Jackson, przyszły prezydent USA, zmobilizował milicję z Tennessee i połączywszy ją z oddziałami zawodowymi oraz wsparty indiańskimi sojusznikami, wyruszył na czele 3 tysięcy ludzi na kampanię przeciw Indianom z plemienia Upper Creek (Krików Górnych). Niepokoje wśród Upper Creek zbiegły się z wojną brytyjsko-amerykańską 1812 roku i prawdopodobnie były spowodowane brytyjską dywersją. Oddział Jacksona spotkał się z Indianami Upper Creek nad Horseshoe Bend (Zakolem Podkowy na rzece Tallapoosa), gdzie Indianie zbudowali barykadę. Wkrótce, otoczeni przez przeważające siły amerykańskie, zostali odcięci na półwyspie. W bitwie, która przekształciła się w masakrę, zginęło od 550 do 800 wojowników Upper Creek (liczba waha się w zależności od źródeł). Zwycięstwo nad Indianami przysporzyło Jacksonowi wielkiej popularności, którą wykorzystał w czasie starań o prezydenturę.